# Ophiderpeton
Ophiderpeton (лат.) — род примитивных стегоцефалов (либо тонкопозвонковых), единственный в семействе Ophiderpetontidae отряда аистопод (Aistopoda). Существовал во времена каменноугольного периода (336,0—307,0 млн лет назад). Ископаемые остатки найдены в Ирландии, Шотландии (Великобритания), а также в Аризоне и Огайо (США). Название рода означает «гад-змея».
Похож на змею, конечностей нет, даже их рудиментов. Длина 70 см. Имел 230 позвонков. Длина черепа 15 см. Жил в воде. Плавал, вероятно, как змея.

## Классификация
По данным сайта Paleobiology Database, на ноябрь 2021 года в род включают 4 вымерших вида:
- Ophiderpeton amphiuminum Cope, 1868 [syn. Cercariomorphus parvisquamis Cope, 1885]
- Ophiderpeton brownriggi Wright & Huxley, 1871
- Ophiderpeton kirktonense Milner, 1994
- Ophiderpeton swisshelmense Thayer, 1985